# Kabuto Yakushi
Kabuto Yakushi er en fiktiv ninja fra manga- og anime-serien Naruto.

Som en dreng, blev Kabuto fundet på slagmarken blandt de døde, efter slaget ved Kikyo Pass, af en over-officer fra Konoha's Medicinske enhed. Officeren bragte Kabuto med sig tilbage til Konoha, opdragede ham som sin søn, og lærte ham helbredende jutsu'er.
Senere bliver Kabuto Orochimaru's højre hånd og hjælper ham i hele serien.
Gennem sin tilknytning til Konoha, var Kabuto også i stand til at erhverve sig informationer om personerne i byen gennem den eftertragtede Chūnin eksamen til Orochimaru's brug. Derudover har Kabuto, med den medicinske ekspertise, været i stand til at udføre menneskelige eksperimenter for Orochimaru, mens det samtidig øgede hans egen viden om den menneskelige krop.